# Bergspartiet
Bergspartiet (Zweeds voor: Bergpartij) is een lokale politieke partij in Berg, Zweden, opgericht rond de verkiezingen in 2002. De partijleider is Olle Nord, een voormalig lokaal leider van de Centrumpartij.
BP was erg populair in de gemeenteverkiezingen in 2002. De partij kreeg 1959 stemmen (41,3%) en daarmee 16 van de 39 zetels. BP leidt momenteel de lokale overheid. De partij is van tijd tot tijd bekritiseerd, bijvoorbeeld voor het gebruik van radiotijd voor partijdoeleinden. Verder is Nord aangeklaagd wegens seksuele intimidatie. 
BP heeft haar eigen wekelijkse nieuwsuitzending.